# Laurentic (paquebot de 1909)
Pour l’article homonyme, voir Laurentic.
Le Laurentic est un paquebot britannique mis en service en 1909 par la White Star Line sur la ligne du Canada. Construit par les chantiers navals Harland & Wolff de Belfast avec son jumeau, le Megantic, il était à l'origine destiné à la Dominion Line sous le nom d'Alberta. Sa construction est l'occasion pour les chantiers d'expérimenter un nouveau type de propulsion combinant les anciennes machines à triple expansion et les récentes turbines basse pression. Ce mode de propulsion, économique, est par la suite appliqué aux paquebots de classe Olympic.
La carrière du Laurentic sur l'Atlantique Nord se révèle courte et sans histoire. Le navire est cependant impliqué en 1910 dans l'arrestation du docteur Crippen, recherché pour meurtre, et il remporte l'année suivante un record de vitesse pour lequel il n'était pourtant pas conçu. Finalement, lorsque commence la Première Guerre mondiale, il est réquisitionné et sert dans un premier temps à convoyer en Europe des troupes canadiennes. Il devient ensuite croiseur auxiliaire chargé de missions de patrouille.
Le 25 janvier 1917, alors qu'il transporte pour cinq millions de livres de lingots d'or à destination du Canada, le Laurentic heurte deux mines et sombre, faisant 354 victimes. Sa précieuse cargaison est en grande partie récupérée entre 1919 et 1924 au cours d'opérations de plongée couronnées de succès.

## Histoire

### Conception et construction

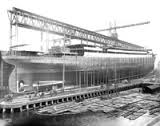
La construction du Laurentic a débuté en 1907 sous le nom d'Alberta.

La compagnie britannique Dominion Line exploite depuis la fin du XIXe siècle des paquebots sur la ligne entre Liverpool et le Canada. Depuis 1902, la compagnie appartient à l'International Mercantile Marine Co., trust regroupant plusieurs entreprises maritimes. Au sein de l'IMM, la Dominion fait vite figure de laissé pour compte, et perd dès 1903 plusieurs de ses navires au profit d'autres compagnies, en particulier la White Star Line. En 1907, pour faire face à la compétition croissante de l'Allan Line et de Canadian Pacific, la Dominion commande donc aux chantiers Harland & Wolff deux nouveaux paquebots, l'Alberta et l'Albany. Assez vite, les deux navires sont transférés à la White Star et respectivement renommés Laurentic et Megantic, afin d'inaugurer un nouveau service conjoint entre les deux compagnies à destination du Canada.
À ce moment, tous deux sont les plus grands navires jamais construits pour cette ligne, et servent d'expérience à taille réelle pour décider des machines à installer sur les navires de la future classe Olympic, le Megantic ayant les habituelles machines à quadruple expansion alimentant deux hélices, tandis que le Laurentic, avec la même coque et les mêmes chaudières, bénéficie de trois hélices, les hélices latérales étant alimentées par des machines à triple expansion et l'hélice centrale par une turbine basse pression. Le but pour la compagnie est de voir quelle motorisation est la plus économique et la plus rapide. Finalement, si les vitesses des deux navires se valent, le Laurentic se montre beaucoup plus économe, et ce système est repris pour le trio de géants de la White Star Line.
Le 9 septembre 1908, le Laurentic est lancé, et l'emplacement de sa coque devint celui de la construction de l'Olympic. Le paquebot est achevé en cale sèche et livré à la compagnie le 15 avril 1909, avant de partir pour Liverpool.

### Mise en service et carrière commerciale

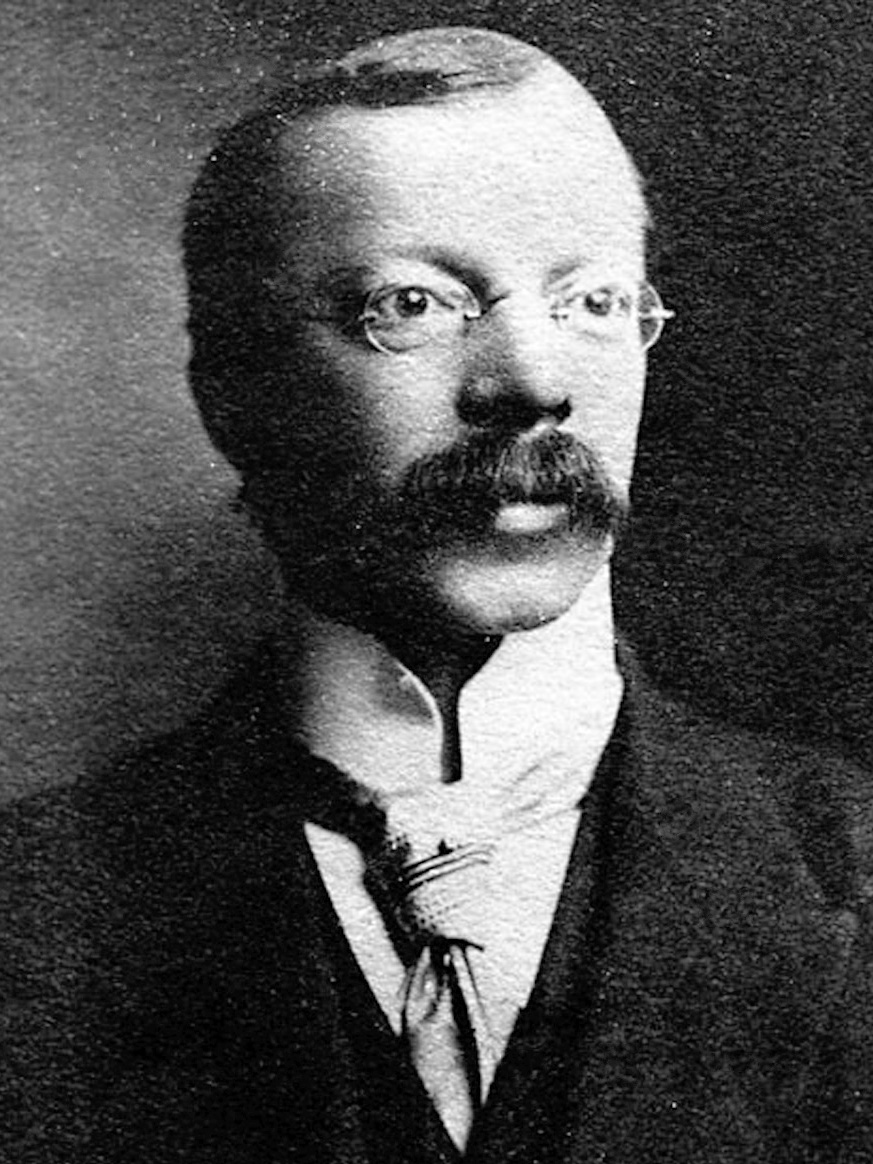
En 1910, le Laurentic permet l'arrestation du docteur Crippen, recherché pour meurtre.

Le Laurentic inaugure le service conjoint de la Dominion et White Star Line lors de son voyage inaugural entre Liverpool, Québec et Montréal le 29 avril 1909, étant le plus gros navire de la ligne, mais pas le plus rapide. Il sert accompagné du Megantic, du Dominion et du Canada, permettant l'instauration d'un service hebdomadaire. Il arrive également, durant les mois d'hiver, que le navire fasse escale à New York. Lors d'une traversée à destination de ce dernier port, le 22 janvier 1910, le Laurentic est pris dans une puissante tempête. Des vagues détruisent les hublots du pont supérieur, inondant la passerelle de navigation et les quartiers des officiers, mettant hors de service les transmetteurs d'ordres et emportant plusieurs mètres de bastingage. Le navire arrive néanmoins à bon port.
Plus tard la même année, le Laurentic est au centre de l'actualité lors de l'arrestation du docteur Hawley Harvey Crippen et de sa complice, Ethel le Neve, pour le meurtre de son épouse. En effet, Crippen s'embarque le 18 juillet 1910 à bord du Montrose de la Canadian Pacific afin de s'enfuir au Canada. L'inspecteur Walter Dew de Scotland Yard, disposant d'un mandat d'arrêt, s'embarque le 23 juillet suivant sur le Laurentic afin de le rattraper, le capitaine du Montrose ayant signalé par radio ses forts soupçons à l'égard d'un de ses passagers. Le Montrose ayant volontairement ralenti, le Laurentic parvient à le rattraper avant son arrivée, et Crippen est arrêté. Il est reconduit au Royaume-Uni peu après à bord du Megantic, afin d'être jugé et exécuté. C'est le premier cas connu d'une utilisation de la T.S.F. dans le cadre de l'arrestation d'un criminel.
Jusqu'à la Première Guerre mondiale, la carrière du Laurentic se déroule sans incident. Bien que n'étant pas le navire le plus rapide de la ligne, il parvient à remporter un record en effectuant une rotation en treize jours et quatre heures, temps appréciable pour un navire naviguant à 16 nœuds en moyenne.

### Service de guerre et naufrage

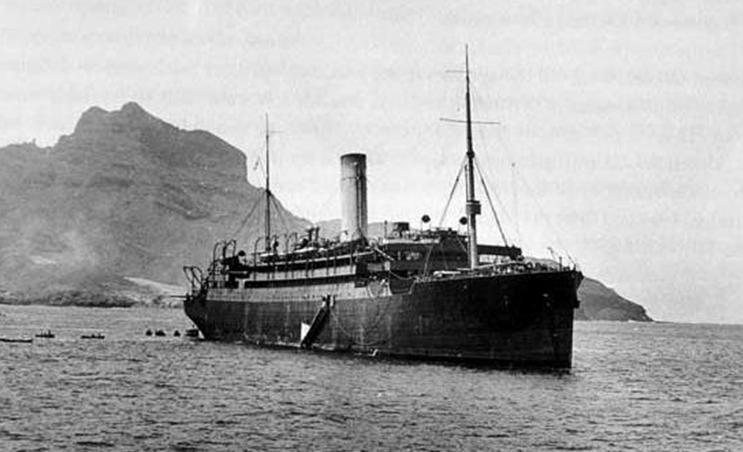
Durant la guerre, le Laurentic est repeint en gris dans le cadre de son service de transport de troupes, puis de croiseur auxiliaire.

Le 13 septembre 1914, alors qu'il se trouve dans le port de Montréal et que la Première Guerre mondiale a éclaté un peu plus d'un mois auparavant, le Laurentic est réquisitionné. Repeint rapidement en gris, le paquebot devient transport de troupes et embarque 1 800 soldats du Corps expéditionnaire canadien. Le 26 septembre, le navire quitte Montréal pour la baie de Gaspé, où il devient une part d'un convoi de 32 navires chargés de transporter 35 000 soldats en Europe. Le convoi quitte la baie le 3 octobre, le Laurentic étant affecté à l'« escadron bleu » avec le Royal George, le Lapland, le Tunisian et le Virginian. Tous arrivent à Plymouth le 14 octobre suivant et le Laurentic doit attendre encore trois jours pour débarquer ses passagers. 
En 1915, le paquebot est converti en croiseur auxiliaire et équipé de sept canons de 5,5. Outre son capitaine civil, il se voit adjoindre un capitaine militaire, les deux se partageant le commandement. En décembre 1916, alors que le navire revient de patrouille, le commandant John Mathias, qui servait à bord depuis sa mise en service en 1909, se tue accidentellement. Un officiel de la White Star Line déclare à sa veuve que « le Laurentic a perdu sa mascotte ». Ironiquement, le navire coule durant sa traversée suivante.
En effet, le Laurentic quitte Liverpool pour Halifax le 23 janvier 1917, sous le commandement de Reginald A. Norton, avec à son bord cinq millions de livres sterling sous forme de lingots d'or destinés à payer des munitions canadiennes. Le 25 janvier suivant, le navire quitte Lough Swilly au nord de l'Irlande, par temps très froid. À 5 heures 55, le Laurentic heurte deux mines posées peu avant par le sous-marin U-80. Les explosions, survenant près de la salle des machines, privent le navire de courant et de radio, tout en tuant une bonne partie des mécaniciens. L'évacuation se déroule cependant dans le calme, le capitaine Norton descendant lui-même avec une torche électrique chercher d'éventuels survivants restés à l'intérieur du navire. Quinze canots de sauvetage quittent ensuite le paquebot. Cependant, seules sept embarcations sont récupérées ; les autres coulent, ou voient leurs passagers mourir de froid et d'épuisement avant l'arrivée des secours.
Le Laurentic sombre finalement une heure après l'explosion, et son épave repose à 38 mètres de profondeur. Le bilan est discuté : le nombre de victimes généralement retenu est de 354 sur 475 personnes. Cependant, le nombre total de personnes à bord est parfois porté à 722, ce qui impliquerait 368 survivants au lieu de 121. Dans tous les cas, le naufrage du Laurentic est le plus meurtrier de tous ceux attribués à des mines.

### Opérations de récupération
Dès le mois de février, une expédition est montée pour localiser l'épave et les précieux lingots qu'elle contient. Le 9 février, le navire est repéré par le commandant Durant, de la Royal Navy, avec son équipe de douze plongeurs. 836 000 livres de lingots sont récupérés entre mai et juillet. Cependant, l'exploration cesse rapidement à cause de tempêtes, tandis que les lingots sont précipités dans le fond de la coque. L'entreprise est abandonnée le temps du conflit. À partir de l'été 1919, et tous les étés jusqu'en 1924, les opérations se poursuivent sous la direction du commandant Durant. Au total, 4 958 000 livres de lingots sont récupérés, ne laissant plus que 25 lingots non localisés, d'une valeur de 41 292 livres. L'expédition cesse alors, ayant coûté 128 000 livres pour 5 000 plongées, avec les techniques encore rudimentaires de l'époque. En récompense, Durant se voit remettre l'Ordre du Service distingué, tandis que chaque plongeur reçoit l'Ordre de l'Empire britannique, et que tous se partagent la somme de 6 739 livres.
D'autres expéditions ont été montées à partir de 1952 pour récupérer les lingots manquants, sans succès. Un mémorial dédié au Laurentic se trouve dans une petite église de Fahan, au sud de Buncrana. La cloche du paquebot a pour sa part été récupérée et montée dans le clocher de l'église de Portsalon, dans le Comté de Donegal. En 1927, son nom est repris par la White Star Line pour un nouveau paquebot de la ligne canadienne, qui sombre lui aussi en temps de guerre après avoir été torpillé.

## Caractéristiques

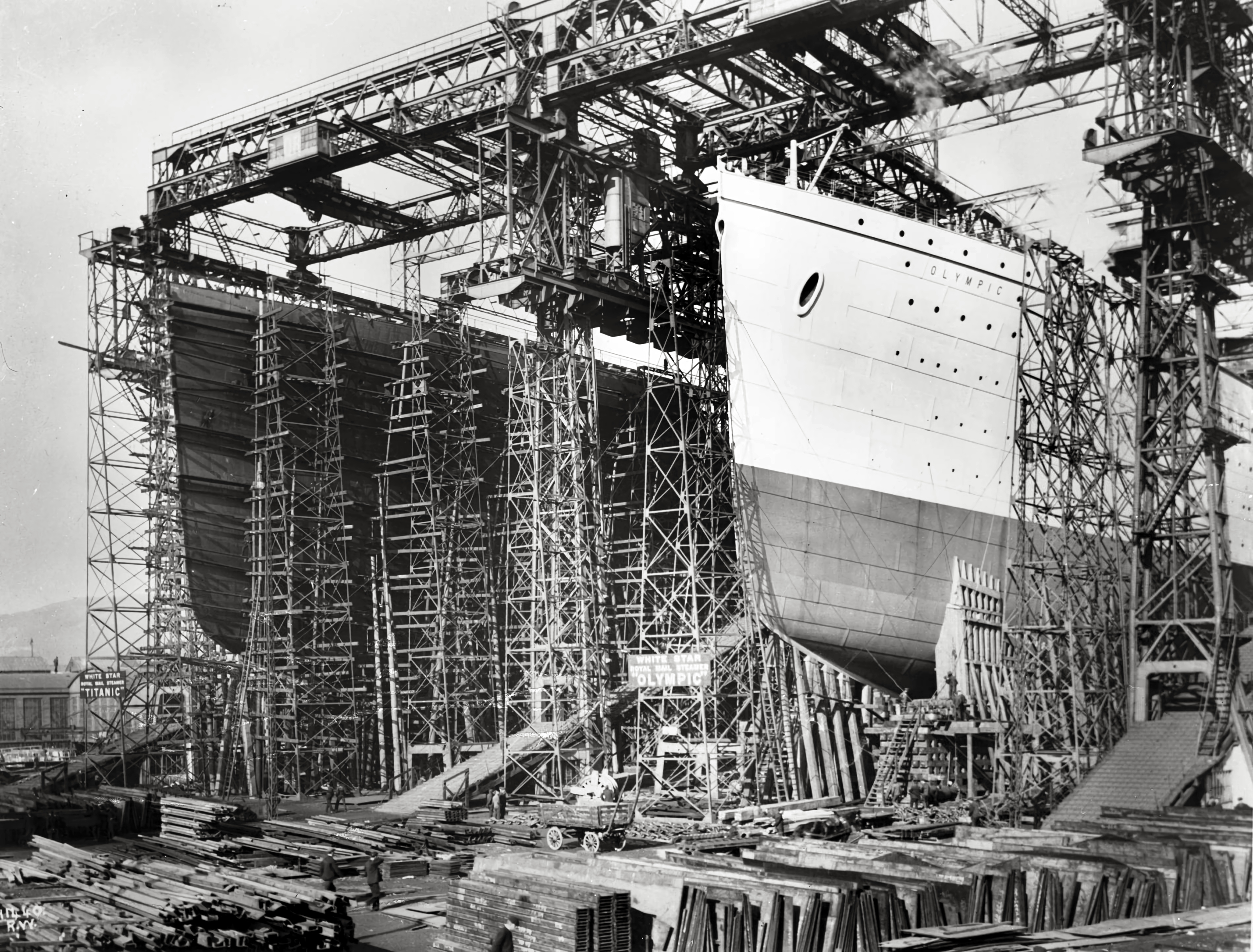
Le Megantic et le Laurentic servent d'expérience pour déterminer la propulsion des navires de classe Olympic, alors en construction.

Le Laurentic est un navire imposant pour la ligne du Canada étant, avec son jumeau légèrement moins volumineux, le plus gros navire en service sur cette route. Il mesure 167,7 m de long sur 20,5 de large et un tirant d'eau de 12,6 mètres, pour une jauge brute de 14 892 tonneaux. Sa silhouette est classique, avec trois ponts continus, une cheminée aux couleurs de la compagnie (ocre brun surmonté d'une manchette noire) et deux mâts servant de supports au nid-de-pie et aux câbles de la T.S.F. Sa superstructure est divisée en trois parties, une longue à la base de la cheminée et deux plus courtes à la base des mâts.
S'il s'agit du plus gros navire sur la ligne canadienne, le Laurentic n'est en revanche pas le plus rapide, avec une vitesse moyenne de 16 à 17 nœuds. Sa propulsion le différencie de son jumeau puisqu'il permet aux chantiers Harland & Wolff d'expérimenter un nouveau type de machines « mixtes » en vue de la construction de la classe Olympic. Il comporte ainsi les classiques deux machines à triple expansion alimentant deux hélices latérales, mais la vapeur est, chose nouvelle, récupérée pour alimenter une turbine basse-pression qui actionne l'hélice centrale lorsque le navire atteint une certaine vitesse. La turbine est à l'époque un nouveau mode de propulsion dans lequel les chantiers Harland & Wolff n'ont pas entièrement confiance ; cette propulsion mixte leur permet de trouver un compromis entre fiabilité et technologie. Il permet au navire de générer une puissance de 12 000 ihp (1 000 de plus que le Megantic) pour une consommation de charbon inférieure de 12 à 15%.
Durant sa carrière, le Laurentic est conçu pour transporter 230 passagers de première classe, 430 de deuxième et 1 000 de troisième, soit un total de 1 660 passagers.